# Mandeblad
Et mandeblad er et magasin/blad, som er henvendt til mænd. Læsestoffet i et mandeblad lægger ofte vægt på mænd typiske interesser, såsom smukke kvinder, men adskiller sig fra regulære pornoblade ved også at have stof uden seksuelle elementer, såsom artikler, reportager, anmeldelser, humor og nyheder. 
I dag flyttes mandeblade og mandemagasiner i lind strøm ind på Internettet, hvor der er opstået et helt nyt marked for det velkendte indhold til mænd.[kilde mangler]
De tidligste danske mandeblade i 1930'erne blev kaldt boulevardblade.

## Danske mandeblade
- Parisien (1930-1931)
- Cocktail (1933-196?)
- Hudibras (1943)
- Variete (1945-1974)
- Alt for mænd - mandens blad (1959-1968)
- Ekko (1966-1967)
- Ugens Rapport (1972- )
- Arena
- Classic Rapport
- Cybersex
- Donna
- Euroman
- Express
- Express/Xtra
- FHM
- M!
- Mega Express
- Miss Foxy
- Nr. Sex
- PC Sex
- PS Pige-Special
- Rapport Piger
- Super PS
- Super Rapport
- TM Tidens Mand

## Udenlandske mandeblade
- Playboy
- Penthouse

## Danske online mandeblade
- connery.dk
- euroman.dk
- mmm.dk

## Fodnoter
1. ↑  Ole Ege: Erotiske drømme (1992)

| Bog | Spire Denne artikel om bøger og tidsskrifter er en spire som bør udbygges. Du er velkommen til at hjælpe Wikipedia ved at udvide den. |